# غلونك (فشارود)
غلونك (بالفارسية: گلونک) هي مستوطنة تقع في إيران في قسم فشارود الريفي. يقدر عدد سكانها بـ 25 نسمة .